# Старая ратуша (Мюнхен)
Старая ратуша (нем. Altes Rathaus) — одна из достопримечательностей Мюнхена, расположена на восточной стороне площади Мариенплац.

## История
Первое упоминание о Старой ратуше датируется 1310 годом; большой зал здания был построен в 1392—1394 годах. Известно, что в 1460 году комплекс поразила молния. В 1470—1480 годы под руководством Йорга фон Хальсбаха ратуша была реконструирована в стиле поздней готики. Позднее в эпоху Возрождения фасад дополнили элементы в стиле ренессанса. В 1861—1864 годы здание было реконструировано в неоготическом стиле.
В 1874 году городской совет переехал в здание Новой ратуши, расположенное на северной стороне той же площади Мариенплац.
Ратуша также известна речью Йозефа Геббельса 9 ноября 1938 года накануне серии еврейских погромов, вошедших в историю под названием «Хрустальная ночь».
Старая ратуша значительно пострадала во время Второй мировой войны, новый шпиль был установлен в начале 1970-х годов. В настоящее время значительную часть здания занимает музей игрушек.